# Українсько-турецькі відносини

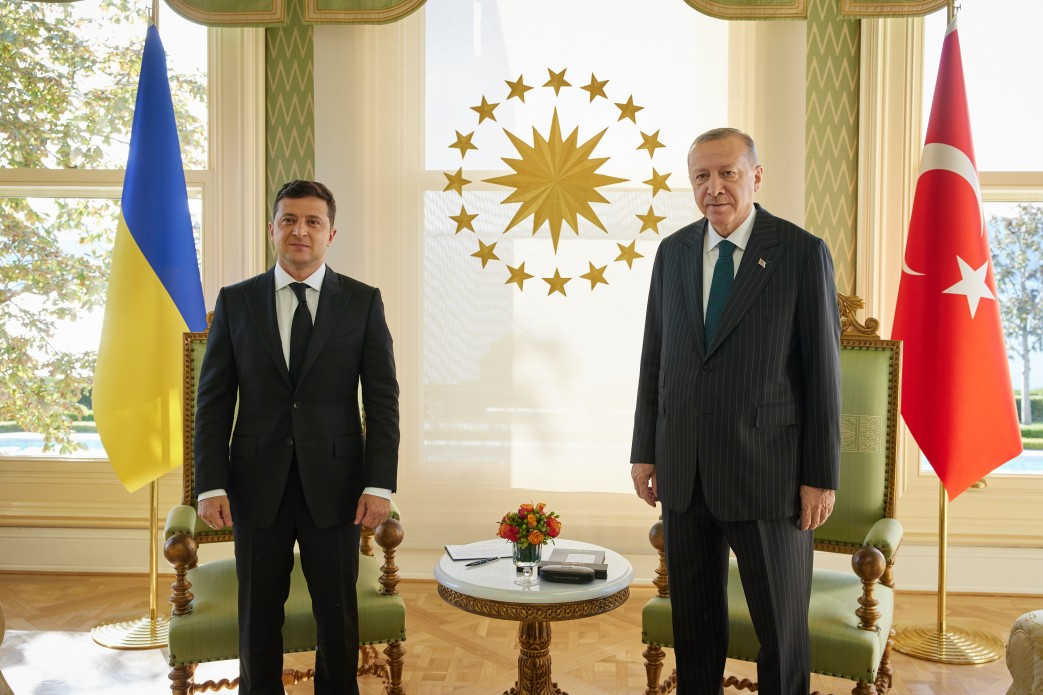
Зустріч лідерів України та Туреччини, 2020

## Короткі відомості
Туреччина — країна на Близькому Сході, на півострові Мала Азія (97 % території) і Балканському півострові, оточена Чорним, Мармуровим, Егейським і Середземним морями, межує із Азербайджаном, Грузією, Вірменією, Іраном, Сирією, Грецією і Болгарією. Площа 780 000 км² і 85,3 млн (2023) населення.
Туреччина — південний сусід України (через Чорне море). Впродовж століть територія Туреччини (до 1923 Османської імперії) зазнавала змін, а за деяких періодів Османська імперія безпосередньо межувала з Україною чи навіть володіла частиною українських земель, а османські васальні державні формації: Кримське ханство, Молдавське князівство, Семигород — впродовж століть були південними і південно-західними сусідами України. До того ж ханство разом з Кримським півостровом займало більшу половину півдня України.
Османська імперія відігравала значну роль в історичному минулому українського народу: у боротьбі з османсько-татарською інвазією сформувалося українське козацтво, особливо запорозьке.
За Козацько-гетьманської держави (17-18 століття) гетьмани намагалися використати допомогу Османської імперії для урівноваження політичної ситуації у Східній та Центральній Європі, зокрема проти великодержавницьких прагнень Речі Посполитої та Росії. У 18-19 ст. з ослабленням Козацько-гетьманської держави і втратою Україною автономії, українці брали активну участь у російсько-турецьких війнах (у складі російської армій) та визволенні південних слов'ян на Балканах. На підставі Берестейської угоди 1918, Османська імперія визнала українську державу і встановила дипломатичні зв'язки з українським урядом. На початку радянського періоду Туреччина підтримувала економічні і культурні зв'язки з УРСР.

## Доба Козацько-гетьманської держави

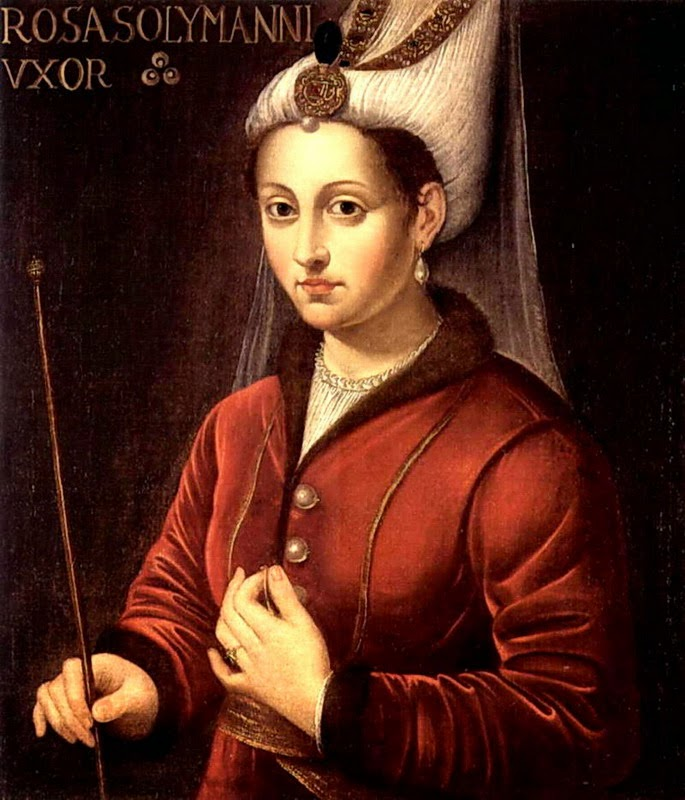
Роксолана

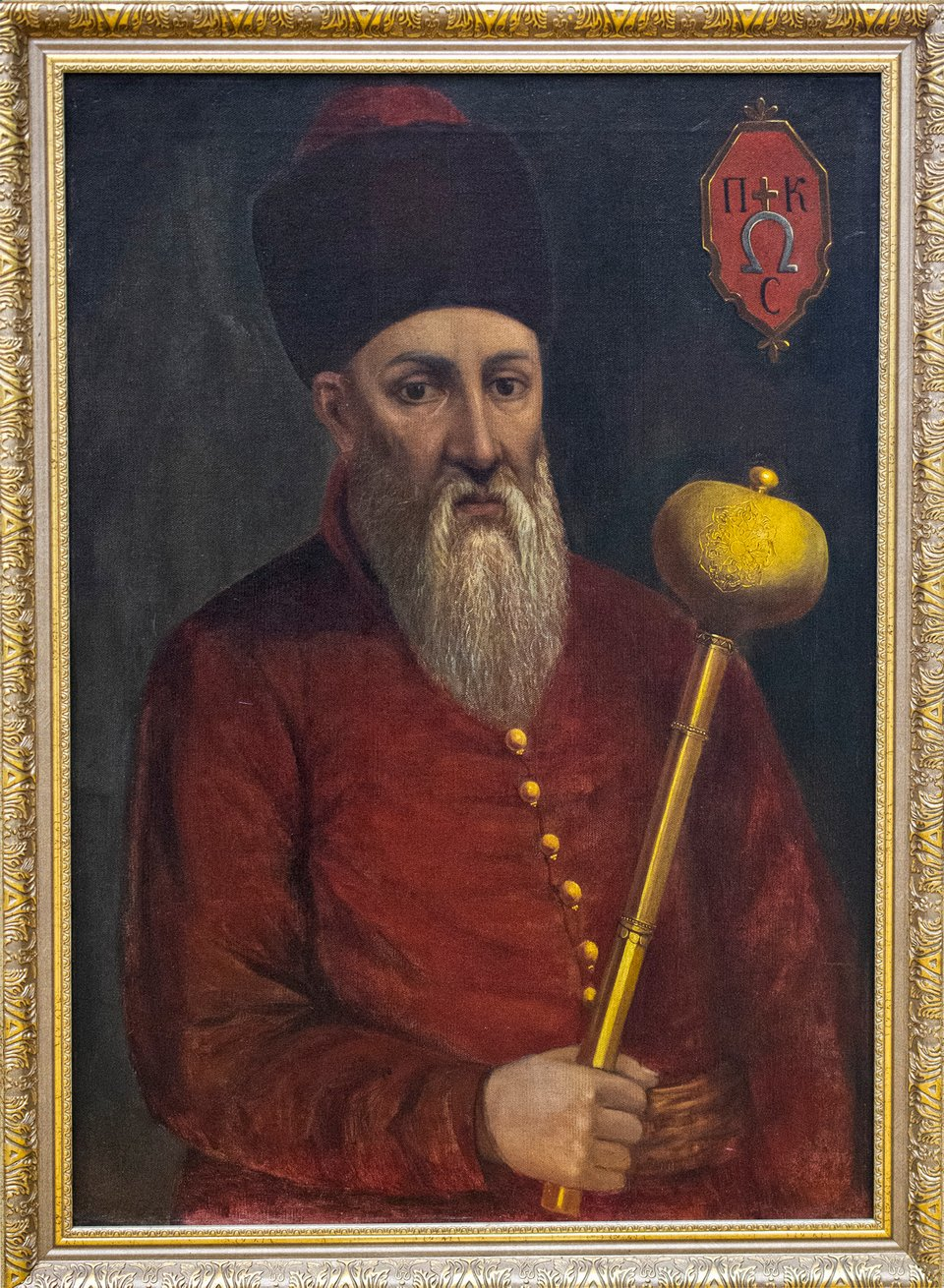
Гетьман Петро Конашевич-Сагайдачний

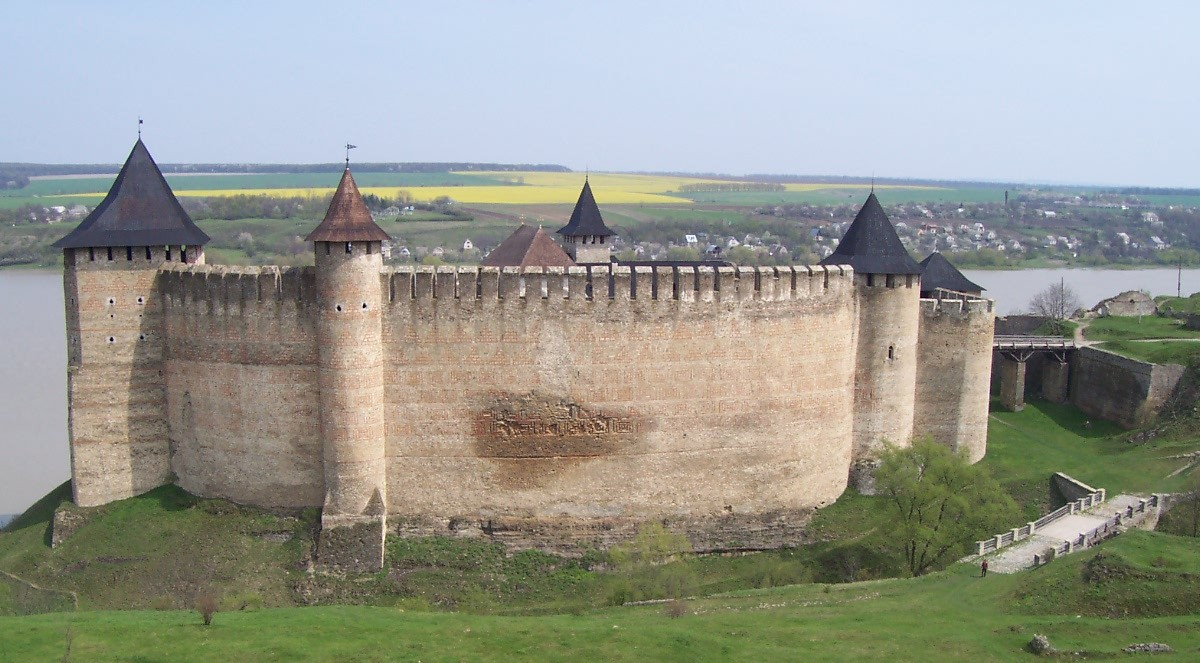
Хотинська фортеця — форпост захисту південних кордонів від османської загрози

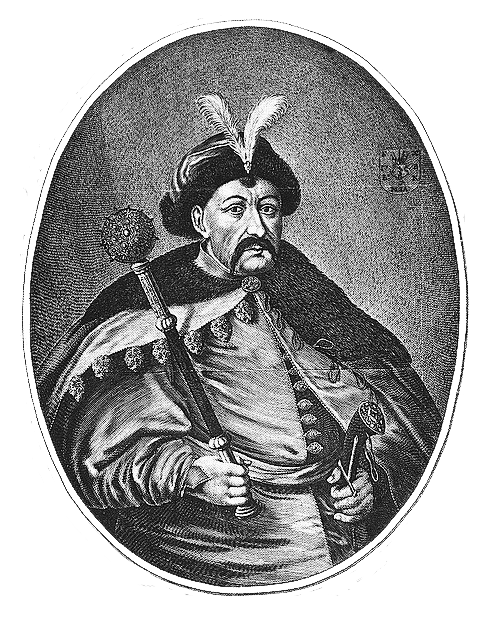
Богдан Хмельницький

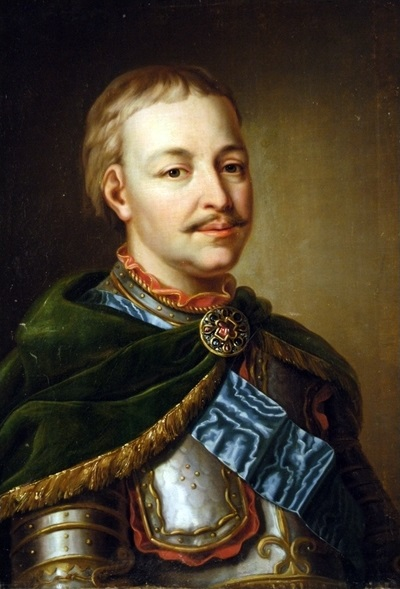
Іван Мазепа

До 1048 року кочові турецькі племена тюрків-огузів з'явилися у Малій Азії в 11 ст. Створений сельджуківською династією султанат розпався в кінці 13 ст. на кілька напівсамостійних князівств. Одне з них (розташоване в північно-західній частині Малої Азії) бей Осман (1258–1324) перетворив 1282 на самостійний емірат, який став осередком майбутньої Османської (Оттоманської) імперії. Скориставшись занепадом Візантії, османи підкорили в XIV—XV ст. Малу Азію, Балканські країни, захопили Константинополь (1453), перетворивши його на свою столицю Стамбул. На початку XVI ст. захопили Волощину, Молдавію (у складі якої була Буковина), Закавказзя і країни Близького Сходу.
Починаючи з 1470-х років, Османська імперія почала опановувати північне узбережжя Чорного моря: 1475 захопила колонії на півдні Криму: Кафу (Феодосію), Балаклаву, Судак, Керч, внаслідок чого Кримський хан визнав 1478 зверхність Османської імперії. Далі османи створили свої військові бази в Аккермані (Білгород-Дністровський, 1484), Кілії (1484), Очакові (1480-ті pp.), Ізмаїлі (поч. XVI ст.). Забезпечені османською протекцією, татари самі чи спільно із османами протягом двох століть нападали на українські землі, спустошуючи оселі, грабуючи населення та забираючи в ясир велике число української людності, яку продавали в Криму й Османській імперії. Стамбул був одним з головних ринків українських невільників. Українські бранки іноді відігравали певну політичну роль у житті Османської імперії: відома Роксолана (Настя Лісовська, 1505–1561), що була жінкою османського султана Сулеймана І і матір'ю Селіма П. Вона мала неабиякий вплив на політику Османської імперії.
Тяжка доля невільників та боротьба з османами і татарами відбилися в українській народній творчості, у думах та історичних піснях.
Перший османський напад на Західну Україну відбувся в 1498/1499, як відплата за втручання короля Яна Ольбрахта у османсько-молдавські справи. Тоді османи пограбували Поділля і Галичину, дійшовши аж до Перемишля. Після організації Запорізької Січі у середині 16 ст. українські козаки чинили організований опір османсько-татарській агресії.
З другої половини 16 ст. козаки почали влаштовувати відплатні морські походи на османсько-татарські володіння на півдні України: Очаків (1589), Аккерман (1594, 1601), Кілію (1602, 1606), Ізмаїл (1609, 1621), Каффу (1616). Скориставшись з ослаблення Османської імперії війнами з Австрією і Венецією, козаки на початку 17 ст. організовували великі походи проти османських міст. Запорожці здобули Варну (1604), Трапезунд (Трабзон, 1614, 1625), Синоп (1614), кілька разів нападали на Стамбул (1615, 1620 і тричі 1624), викликаючи паніку серед османського населення. Ці морські походи козаків на Османську імперії мали широкий відгомін у Західній Європі.
Вважаючи основним завданням козаччини боротьбу із мусульманським світом, гетьман Петро Сагайдачний став членом Християнської міліції і зробив спробу організувати антиоттоманську коаліцію. Коли султан Осман II рушив на Річ Посполиту, король Жиґмонт III був змушений прохати козаків про допомогу; і перемогу під Хотином (1621) вирішила 40-тисячна козацька армія та досвідчений провід гетьмана Петра Сагайдачного. Наступ Оттоманської Імперії був стриманий. Гетьман Михайло Дорошенко (1625—1628) і Тарас Федорович (1630) продовжували антиосманську політику й уславилися морськими походами.
Відносини України з Османською імперією за доби Козаччини (16-17вв.) і Гетьманщини (17-18 вв.) були досить складні й подекуди суперечливі. З одного боку, османська аґресія в Європі, яка тривала до кінця 17 ст., примушувала Козаччину чинити опір османським зазіханням на українські землі Речі Посполитої й руїнницьким нападам татар на Україну. Тим самим Козаччина ставала захисником християнської Європи від навали мусульманського світу і вважала це за свою історичну місію.
Ця концепція та створена нею традиція, особливо популярна у кінці 16 і першій половині 17 ст., мала на меті радикальне вирішення чорноморської проблеми і тому вимагала активної української політики на цьому терені. Так виникла ідея об'єднання всіх сил православного Сходу (антитеза католицькій Священній Лізі) для повалення Оттоманської Імперії, визволення її православних народностей, ліквідації османсько-татарських володінь на півдні України для виходу її через Чорне море на широкі шляхи національної та міжнародної економіки і політики.
Протягом всього періоду до 1648 року зовнішня політика Козаччини орієнтувалася традиційно на участь України в антиосманській коаліції західних чи східно-європейських держав:
- українсько-московські походи Дмитра Вишневецького;
- посольство Еріха Ляссоти від цісаря Рудольфа II на Запоріжжя 1594;
- політика гетьмана Петра Сагайдачного, сухопутні походи козаків на Молдавію;
- їх морські походи на Кримське ханство і Османську імперію;
- участь Козаччини в антиосманських планах короля Володислава IV тощо.

Ця ідея та її традиція імпонувала українським політичним і церковним діячам 17 ст., зокрема, Богданові й Тимошеві Хмельницьким, Петрові Дорошенкові (в останні роки його гетьманування), Іванові Мазепі (у перший період гетьманування до 1700), І. Ґалятовському та ін. сучасникам. Відгуки її знаходимо у екзильного гетьмана Пилипа Орлика.
Але поруч із цією ідеєю в українській політиці, особливо після 1648 року, існувала, а іноді переважала протилежна концепція, з якої розпочалася нова лінія української політики щодо Османської імперії. Вона висувала наперед союз України з Османською імперією й Кримським ханством (або тільки з однією з цих держав), на противагу планам і зусиллям Речі Посполитої та Московського царства — опанувати Україну чи поділити між собою українські землі. Смертельна боротьба проти Речі Посполитої за існування і поширення молодої української держави конче вимагали союзу її з Османською імперією й Кримським ханством — або пізніше з Московським царством.
Це було директивою зовнішньої політики Б. Хмельницького після укладення польсько-московської угоди Адама Кисіля 1647, скерованої проти Криму. Шукаючи союзника проти Речі Посполитої, Богдан Хмельницький уклав договір (наприкінці 1647 — на початку 1648) з Кримом, який допоміг йому розпочати переможну війну. Українська дипломатична місія на чолі з кропивнянським полковником Филоном Джалалієм у червні 1648 уклала у Стамбулі союз із Османською імперією, на підставі якого Україна була визнана суверенною державою, а Кримському ханові заборонено плюндрувати українські землі.
Згодом була підписана морська конвенція османського султана з Військом Запорозьким, яка регулювала торговельні взаємини між Османською імперією й Україною. Але до українсько-османського союзу вороже поставився Крим, і з приходом султана Мехмеда IV перемогла концепція татарського хана Іслам-Ґірея III, якому Османська імперія доручила опікуватися «північними (тобто українськими) справами». Щойно 1650 відновилися переговори з Османською імперією, яка запропонувала протекторат над Україною, що мала стати васальною державою Оттоманської Імперії, на подобу Молдавії та Валахії. Незважаючи на опозицію української шляхти (Адам Кисіль) і вищого духовенства (Сильвестр Косів), Богдан Хмельницький на початку 1651 визнав османську протекцію. Однак, спроба Б.Хмельницького утворити українсько-молдавський союз під протекторатом Оттоманської Імперії в 1652/53 не була реалізована, одним із наслідків чого був союз України з Москвою. Хоча Переяславська рада 1654 формально заборонила зносини з Османською імперією (теза 5 договору, укладеного в Москві у березні 1654), вони не припинилися, і українсько-османський союз був відновлений 1655 року.
Ці союзні зв'язки і зносини з Османською імперією залишилися традиційною лінією української політики і надалі. З тими чи іншими відмінами, визначеними змінами міжнарадно-політичної кон'юнктури на Сході Європи, майже всі наступники Богдана Хмельницького у критичні моменти існування Козацько-Гетьманської держави продовжували цю традицію. Гетьман Іван Виговський (1659), Павло Тетеря (1670), П. Дорошенко, Ю. Хмельницький, особливо після Андрусівської угоди 1667, яка поділила Україну на польську та московську частини, орієнтувалися на допомогу й союз з Османською імперією. Гетьман Іван Брюховецький, зриваючи з Москвою 1668, вислав делегацію на чолі з лубенським полковником Григорієм Гамалією для переговорів у справі османської протекції над Україною. Місія була вдала, але загибель Брюховецького знедійснила його заходи.
Українсько-османський союз був оформлений за гетьмана Петра Дорошенка, який прагнув відновити державу Богдана Хмельницького і поширити її на західно-українські землі. 1667 він розпочав переговори з Османською імперією, які завершилися 1668 угодою про військово-політичний союз України з Османською імперією. Султан погодився взяти Україну під османську протекцію, при чому Україна зберігала повну автономію, вільний вибір гетьмана, звільнення від данини й діставала військову допомогу для об'єднання всіх українських земель під владою Війська Запорізького. Цей договір був схвалений Корсунською радою в березні 1669. Україна Дорошенка взяла участь як союзник Османської імперії у переможній війні з Річчю Посполитою, але Бучацький договір від жовтня 1672, за яким Річ Посполита зрікалася Поділля на користь Османської імперії, а Брацлавщини й Київщини на користь Дорошенка, був порушенням українсько-османської угоди 1668 й початком краху османофільської політики Дорошенка.
Капітуляція Дорошенка 1676 відкрила шлях для нової комбінації османсько-українського порозуміння. Османська імперія проголосила Юрія Хмельницького, який перед тим пробув 6 років ув'язненим у Стамбулі, «князем усієї України і гетьманом Війська Запорізького» (1677—1681) й уклала з ним договір, подібний до договору з Дорошенком. Поразка Ю. Хмельницького після, так званих, Чигиринських походів 1677/1678 і невдача його наступника, призначеного Османською імперією, молдавського господаря Ґ.Дуки (1681—1682), завершилася Бахчисарайським миром Османської імперії з Московським царством 13 січня 1681, а поразка Османської імперії під Віднем 1683 припинила її аґресивну політику на території Східної Європи й України.
Обидві політичні концепції — антиосманська та османофільська — в різних комбінаціях характеризують українську політику щодо Османської імперії за гетьманів І. Мазепи та Пилипа Орлика. За першого періоду свого гетьманування (до 1700) Мазепа виступав, як речник антиосманської політики, Україна брала активну участь у Священній лізі, і сам Мазепа керував успішними військовими діями проти османських фортець. Але за другого періоду (після 1701) Мазепа шукав порозуміння з Османською імперією та її допомоги у боротьбі проти панування Москви в Україні. Полтавська поразка 1709 перекреслила спроби широкої антимосковської коаліції, а Мазепа та Кость Гордієнком з частиною їх війська знайшли притулок на землях Оттоманської Імперії. Гетьман Пилип Орлик разом з османсько-татарським військом брав участь у військових акціях на Правобережній Україні перед Прутським походом 1711. Він уклав союзний договір України з Кримом 1711 і намагався відновити союз з Османською імперією у 1712. Османська імперія визнала владу Орлика на Правобережжі, але не дала йому належної допомоги, і Правобережжя залишилося під Річчю Посполитою.
З 1722 Орлик був інтернований у Салоніках і до кінця свого життя (1742) жив у володіннях Оттоманської Імперії, марно сподіваючись допомоги Османської імперії своїм політичним планам в Україні. Це відбилося і на його антиосманській (антимусулманській) ідеології, побудованій на старих українських традиціях 16&—17 ст. і підсиленій власним досвідом екзильного гетьмана. Це були останні намагання самостійної української політики щодо Османської імперії.

## XVIII—XIX століття
У 18 ст. Гетьманщина і Запоріжжя мусили брати участь у війнах Російської імперії з Османською імперією 1735–1739, 1768–1774, 1787–1791, які спричинили витиснення Османської імперії з Півдня України. 
Під час російсько-турецької війни(1768-1774) 70-тисячна турецько-татарська армія на чолі з кримським ханом Кирим Ґераєм здійснила масштабний набіг на Україну у січні 1769 року, який був відбитий 6-ти тисячним гарнізоном Фортеці Святої Єлизавети що не дозволило загарбникам просунутись далі. Після чого орда була відігнана до берегів Чорного моря військами генерала Рум'янцева. У 1774 було звільнено трикутник у нижньому межиріччі Дніпро—Буг, а Кримське ханство здобуло незалежність від Османської імперії. (Кючук-Кайнарджійський мирний договір). Після знищення Запорізької Січі (1775) частина запорожців подалася до Османської імперії (в північному Добруджі), де заснувала Задунайську Січ, що як організована військова одиниця проіснувала до 1828 року. У 1783 Росія анексувала Кримське ханство, а 1791 Ханську Україну між долинами Бугу і Дністра (Ясський договір). Після ліквідації османсько-татарських володінь на північ від Чорного моря. Османська імперія припинила бути сусідом України.
У 1774 Австрія, з нагоди російсько-турецької війни, захопила Буковину, яка доти входила до складу Молдавії і перебувала під зверхністю Османської імперії понад два з половиною століття.
У 19 ст. тривали далі російсько-турецькі війни: 1806—1812 (російське захоплення Бессарабії), 1828—1829, 1853—1856 (Кримська війна), 1877—1878, в яких українці брали участь на боці Росії, сприяючи визволенню поневолених балканських народів. Під впливом польських емігрантів, на чолі з князем Адамом Чарторийським, були спроби організувати, за допомогою Османської імперії, протиросійський рух. У середині 19 ст. османофільську політику провадив Михайло Чайковський, учасник польського повстання 1831 року, який з 1848 перебував у Стамбулі, прийнявши османське підданство та іслам, змінивши своє прізвище на Садик-Паша. Він переконав османський уряд у доцільності створення у складі османської армії козацьких формацій («султанські козаки») з українських поселенців у північному Добруджі, які взяли участь у Кримській війні. Ці полки існували до 1861 року. Українські добровольці брали участь у боротьбі південніх слов'ян (сербів і болгар) проти османського панування у 1875—77, а населення України зібрало чималі фонди й організувало медичну допомогу.
В 1877-78 роках під час чергової російсько-османської війни в полон до російської армії потрапили 115 984 турецьких воїнів, що на той час становило майже половину Османської армії. Багатьох османських полонених воїнів розмістили в орендованих помешканнях по всій Україні, яка тоді перебувала під російською окупацією. В 1877 році російська влада орендувала у Стрижавці палац для розміщення там шпиталю, де під наглядом лікували поранених та хворих полонених воїнів Османської імперії. Частина з них померла від ран та інших природних причин. Поруч із християнськими цвинтарями на ділянці поля з ініціативи графа Тадеуша Ґрохольського було засноване мусульманське кладовище, по периметру якого висадили хвойні дерева та викопали рів. Впродовж 1879-1881 рр. він повернув під контроль раніше відібраний російською владою родинний маєток у Стрижавці. Займаючись відновленням господарства і впорядкуванням території у Стрижавці граф вирішив вшанувати пам'ять 49 померлих у шпиталі воїнів Османської армії, облаштувавши меморіал на створеному для них мусульманському кладовищі. Задля цього він замовив у Стамбулі мармурову плиту із каліграфічним написом староосманською мовою, півмісяцем та п'ятикутною зіркою.

## XX століття
Під час Першої світової війни Османська імперія воювала проти Російської імперії. У листопаді 1914 міністр внутрішніх справ Османської імперії Талаат-бей прийняв делегацію Союзу Визволення України (СВУ) та пообіцяв підтримку українським самостійницьким змаганням. У Стамбулі діяло представництво СВУ, очолене Меленевським, яке видавало летючки для османських вояків («Asker») та інформативну публікацію «Ukrayna, Rusya, Türkiye, Magălemer rnecmu'asi» (1915).
Навесні 1916 російське військо, в якому значну частину становили українці, захопило східну Анатолію із центром у Трапезунді (Трабзоні) і до 1918 тримало її у своїх руках. Після березневої революції 1917 у Трапезунді організовано Украйнську Громаду, яка видавала «Вісті Української Громади міста Трапезунду» за редакцією Григорія Хименка. У вересні 1917 Центральна Рада призначила М. Свідерського комісаром Трапезундського району, який готував українізацію військових частин, а у жовтні 1917 організовано Військовий З'їзд у Трапезунді. Але на початку 1918 року російське військо евакуювало Трапезунд і всі українці виїхали в Україну.

### За часів УНР та Української Держави

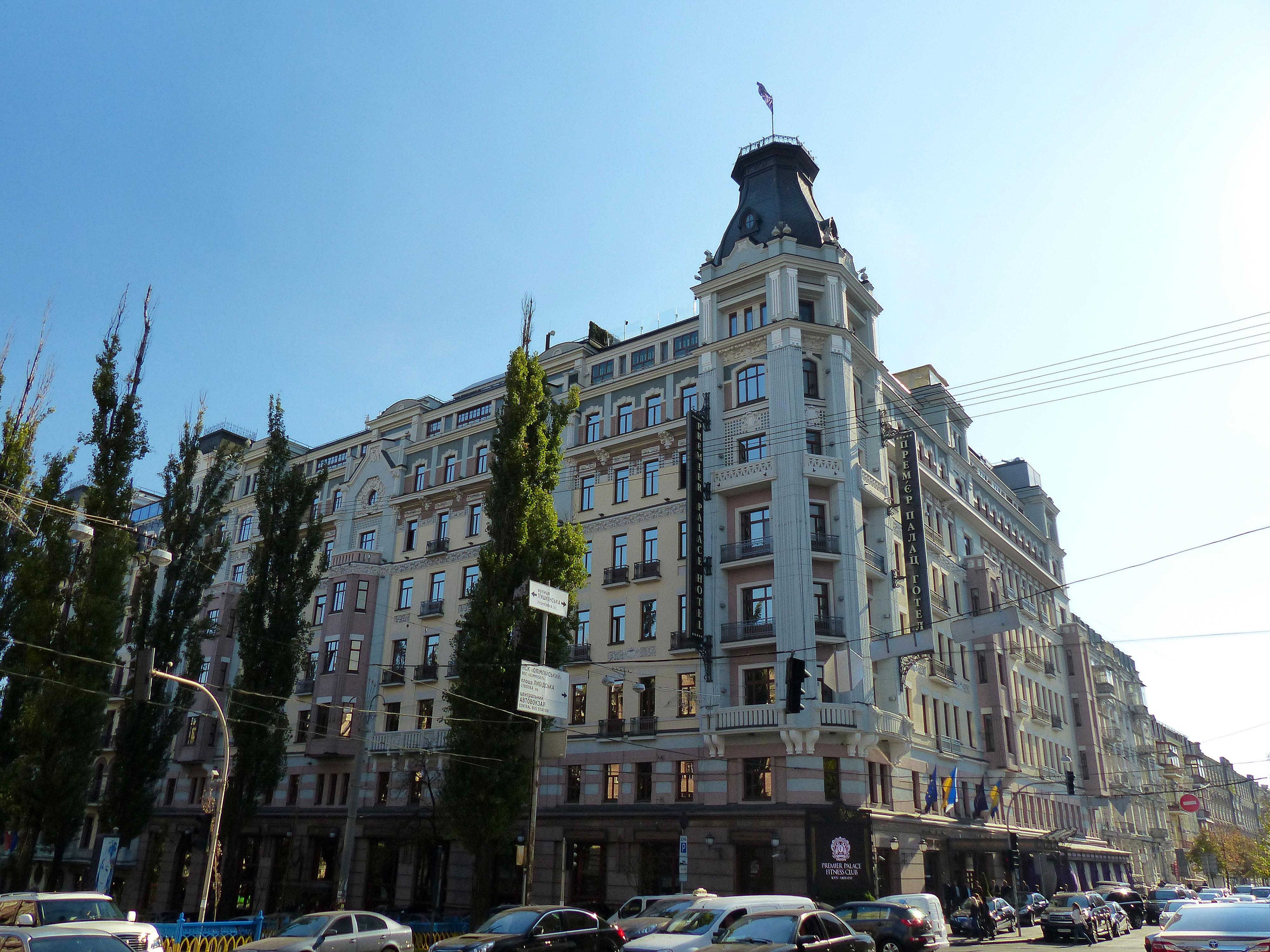
Готель «Прем'єр Палац», на другому поверсі якого у 1918—1919 роках розташовувалась дипломатична місія Османської імперії в Україні. Україна, Київ, бульв. Тараса Шевченка, 7/29

Дипломатичні відносини між Османською імперією та Українською Народною Республікою були встановлені після підписання Берестейського миру від 9 лютого 1918 року за підсумками якого Порта визнала УНР незалежною державою.
У той період на дипломатичному рівні між Україною та Османською імперією піднімалися такі питання, як: вирішення проблем безпеки у Чорному морі, визнання Вселенським патріархом автокефалії Української православної церкви, розвиток взаємовигідних політичних та економічних відносин, репатріація інтернованих та військовополонених, матеріальні компенсації та взаємні пільги.
Надзвичайні та повноважні посли України в Османській імперії:
- Микола Лівицький. Призначений у 1918 році[5];
- Олександр Кістяківський. Призначений у червні 1918 року (не приступив до виконання обов'язків)[8];
- Михайло Суковкін. Призначений у 1918 році[8];
- Олександр Лотоцький. Призначений у січні 1919 року[9];

Надзвичайні посли та Повноважні міністри України в Османській імперії:
- князь Ян Токаржевський-Карашевич. Призначений 11 травня 1920 року[10].

Надзвичайні та повноважні посли Османської імперії в Україні
- Ахмед Мухтар-бей[7]. Призначений у 1918 році[6].

Міжурядові договори:
- Берестейський мир від 9 лютого 1918 року[11];
- Додаткова угода від 12 лютого 1918 року[7].

Офіційні ноти з боку України:
- Протест щодо намірів Центральних держав приєднати Холмщину, Підляшшя і окуповану ними частину Волині до Королівства Польського від 17 листопада 1917 року[12].

### Радянський період міждержавних відносин
|                          | Туреччина та Україна — найближчі одна до одної країни. Так само є близька й дружба між народами цих двох країн |
| — Мустафа Кемаль Ататюрк | |

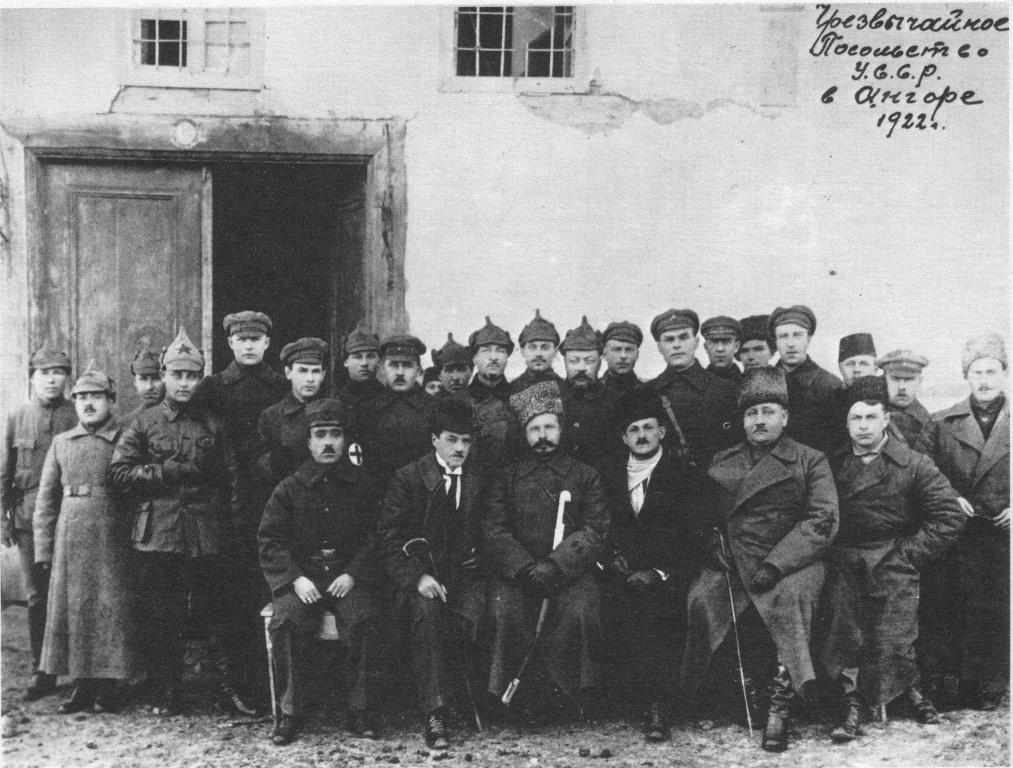
Надзвичайне посольство УСРР у Туреччині. Анкара, 6 січня 1922 року

Дипломатичні відносини між Українською Соціалістичною Радянською Республікою та урядом Великих національних зборів Туреччини встановлено після підписання Договору про дружбу і братерство від 2 січня 1922 року за підсумками якого вони визнали одне одного.
Передумовою цьому стало посилення блокади кемалістської Туреччини у 1920 році, у відповідь на яке уряд Мустафи Кемаля Ататюрка почав шукати як моральну, так і матеріальну та військову підтримку на півночі. На цьому напрямку зовнішньої політики Туреччина досягла значних успіхів — у березні 1921 року був підписаний Московський договір з РСФРР, у жовтні — Карська угода з РСР Вірменії, Азербайджану та Грузії, а у грудні того ж року до Анкари прибула надзвичайна місія УСРР на чолі з Михайлом Фрунзе. З 25 по 29 грудня пройшла українсько-турецька конференція під час якої від УСРР турецькому урядові була передана значна грошова сума, а вже 2 січня 1922 року був підписаний Договір про дружбу і братерство між Українською СРР і Туреччиною (Анкарский договір). Обмін ратифікаційними грамотами відбувся у червні 1922 року під час візиту міністра охорони здоров'я Туреччини Ризи Нура до Харкова.
Відповідно до укладеного договору УСРР не визнавала законності окупації державами Антанти ряду терріторіторій Туреччини, включаючи Стамбул; підписанти декларували, що статус Чорноморських проток повинна була визначити конференція причорноморських держав за умови поваги суверенітету і безпеки Туреччини; сторони зобов'язувалися не допускати утворення або перебування на своїй території ворожих до будь-якої з них організацій, груп, офіційних осіб, а також встановити на своїх територіях режим найбільшого сприяння для громадян кожної з договірних сторін.
Після підписання договору інтенсифікувалися українсько-турецькі торгові відносини. В Анкарі у 1922 році відкрилося радянське торгівельне представництво, у Трабзоні, Самсуні, Мерсіні та Інеболу — агентства, що представляли інтереси УСРР, а у 1925 році в Харкові почала діяти Українсько-Східна торгівельна палата з філіями у Києві та Одесі. Турецьким суднам було надане право заходу в українські чорноморські і азовські порти без спеціальної візи радянських представників в Туреччині, основними портами для проведення українсько-турецьких торгових операцій стали Одеса, Миколаїв та Херсон, і навіть після утворення СРСР значна частина турецького експорту в Радянський Союз йшла саме через українські порти. Українські офіційні кола надали турецьким купцям право без будь-яких перешкод приїжджати в Україну та здійснювати комерційні операції на ярмарках, які влаштовувалися у 20-і роки. Український експорт до Туреччини у 1921—1922 роках оцінювався в 2118,9 тис. рублів, у 1922—1923 роках — в 2118,2 тис. рублів, у період СРСР саме Туреччина займала перше місце у зовнішній торгівлі УСРР — в 1926—1927 роках турецький напрямок зовнішньої торгівлі становив 45 % від обороту всієї зовнішньої торгівлі УСРР і 35 % від всього експорту СРСР до Туреччини.
Після утворення СРСР, 20 вересня 1923 року УСРР делегував свої повноваження представництва в міжнародних відносинах союзному центру.
Голови надзвичайної місії УСРР в Туреччині:
- Михайло Фрунзе. Призначений у 1922 році[5].

Міжурядові договори:
- Договір про дружбу і братерство (Анкарский договір) від 2 січня 1922 року[5].

## XXI століття
Джерела:
Кардинальна зміна геополітичної ситуації у регіоні у 2014 році призвела до перегляду політики щодо Туреччини з боку України. Туреччина почала займати одну з перших сходинок у зовнішньополітичних пріоритетах України у зв'язку з анексією Криму та конфліктом на Сході країни, а також загостренням безпекової ситуації в Чорноморському регіоні в цілому.
Зі свого боку Туреччина, у зв'язку з кризою у відносинах із Росією, включила до діалогу з Україною теми, які донедавна вважалися занадто чутливими, як-от енергетика та військово-технічна співпраця. Інтенсифікувався політичний діалог з актуальних безпекових та економічних питань, відбулася низка зустрічей на вищому рівні, поновилися переговори щодо підписання ЗВТ тощо.
Таким чином, сьогодні є підстави говорити про певне «вікно можливостей», яке за умови ефективної української дипломатії може піднести українсько-турецькі відносини на якісно новий рівень.

### Безпека
Слід врахувати, що в Чорноморському регіоні Туреччина традиційно виділяє три найважливіші напрями зовнішньої політики: Росія, ЄС та Південний Кавказ; український напрямок не є пріоритетом. Також на сучасному етапі можна констатувати об'єктивно вищий інтерес Анкари до регіональних процесів на Близькому Сході (у світлі громадянської війни в Сирії) у порівнянні з Чорноморським регіоном.
Безумовно, безпека Чорноморського регіону також є важливою для турецької зовнішньої політики. Однак Анкара зацікавлена у стабільності країн-партнерів та сусідів та збереженні статус-кво більше, ніж, скажімо, в їхніх демократичних перетвореннях і нестабільності, що їх супроводжує.
Крім того, проблема України, з якою Туреччина не має сухопутного кордону, менше турбує турецький політикум та пересічних турків, порівняно з війною на південному сході країни та власними безпековими загрозами: терактами «Ісламської держави», Робітничої партії Курдистану, напливом біженців із Сирії.
Анкара підтримує європейські та євроатлантичні прагнення України. Водночас зміна статус-кво в регіоні, зокрема, через посилення присутності НАТО, завжди неоднозначно сприймалась Анкарою. Незважаючи на регулярну участь турецьких ВМС у міжнародних навчаннях в Чорному морі, Туреччина, наприклад, заветувала розширення операції НАТО «Активні зусилля» до Чорного моря, не пропустила американський військовий корабель через протоки під час російсько-грузинської війни 2008 року.
3 лютого 2020 року Реджеп Ердоган відвідав Україну та зустрівся з президентом Зеленським. Під час візиту було підписано угоду про військово-фінансову співпрацю. Угода передбачає виділення турецькою стороною для потреб Збройних сил України близько 36 мільйонів доларів для придбання турецьких товарів військового та подвійного призначення.

#### Позиція щодо Криму
З одного боку, Анкара висловила підтримку Україні. Туреччина підтримала українську позицію в рамках ООН, надіслала своїх представників до Спеціальної моніторингової місії ОБСЄ. 9 січня 2017 року міністр закордонних справ Туреччини Мевлют Чавушоглу заявив: «Ми підтримуємо територіальну цілісність України та Грузії. Ми не визнаємо анексію земель України».
Однак, формально підтримуючи територіальну цілісність України, дотримання норм міжнародного права, подолання сепаратистських тенденцій у Криму шляхом діалогу та консенсусу, Туреччина водночас не солідаризувалася з Україною та Заходом стосовно санкцій проти російського уряду.

### Енергетика
Іншою ключовою сферою двосторонньої взаємодії є енергетика. Україна неодноразово висловлювала готовність брати участь у проектах будівництва нафто- і газопроводів на території Туреччини, а також спільного видобутку вуглеводнів на шельфі Чорного моря.
Енергетична безпека України у багатьох аспектах залежить від Туреччини. Стратегічним завданням є забезпечення дозволу турецької сторони на проходження танкерів зі скрапленим природним газом (СПГ) через протоки до Чорного моря. Від реалізації оголошеного РФ «Турецького потоку», що має переорієнтувати транзит російського газу до Європи з території України до Туреччини, залежить доля української ГТС.

### Кримські татари
Туреччина і раніше була основним донором допомоги тюркським етносам, що проживають в Україні. Туреччина відчуває себе опікуном усіх тюркських народів та досить активно використовує їх як важелі свого впливу в країнах-партнерах. Саме цим викликаний інтерес Туреччини до кримських татар, турків-месхетинців, гагаузів, що проживають в Україні. Кримських татар на всіх офіційних зустрічах називають «містком дружби» між країнами.
Кримськотатарська діаспора, кількість представників якої сягає близько 1 млн осіб[уточнити], стала головним провідником українських інтересів у Туреччині. Ця група населення, яка називає себе кримськими турками, добре представлена в турецьких політичних партіях, органах влади, бізнес-колах та вирізняється великою активністю.
Ця активність зумовлена «діаспорним націоналізмом» кримських татар, які добре інтегровані в турецьку культуру, але відчувають свою спорідненість, розвивають національну свідомість та з інтересом спостерігають за подіями на своїй прадавній батьківщині — в Криму.
Також потрібно зважати на проросійськи налаштованих турецьких кримських татар в рамках публічної дипломатії, спрямованої на турецьке суспільство, щоб не дозволяти таким «прокремлівським» групам монополізувати кримськотатарський дискурс.

## Економіка
Товарообіг між Україною та Туреччиною у 2012 році збільшився на 8,3 % і склав $ 6,15 млрд, що на $ 469,5 млн більше, ніж у 2011 році. За обсягами експорту українських товарів Турецька Республіка у 2012 році посіла друге місце після Росії. Позитивне сальдо для України — $ 1,73 млрд.

### ЗВТ
3 лютого 2022 Україна та Туреччина підписали угоду про створення зони вільної торгівлі. Напередодні уряд схвалив проєкт угоди про ЗВТ. Текст угоди не опубліковано, вона набуде чинності 2023 року за умови, що її успішно ратифікують парламенти двох країн. Було досягнуто компроміси щодо ввезення: 
- Металобрухту: Україна може зберегти мито, але Туреччина лише частково відкриває ринок[19];
- Зернові та олійні: угода не поширюється на них де-юре, водночас ставка мита для зерна становила і де-факто становитиме 0%.
- Мита: гарантії Туреччини не застосовувати додаткові мита та не розмежовувати товари на внутрішній ринок та реекспорт;
- Транспорт: зняття обмежень для українських перевізників;
- Послуги: Туреччина гарантує доступ українських компаній до ринку послуг та їхню недискримінацію.

Протягом перехідного періоду ЗВТ передбачено пакет підтримки низки галузей економіки України, зокрема текстильної промисловості, машинобудування тощо. 
Віднині країни Чорноморського басейну — Грузія, Молдова, Болгарія, Румунія, Туреччина та Україна — поєднано угодами про вільну торгівлю зі спільними правилами. 
Економізація зовнішньої політики Туреччини є традиційною її рисою, яка визначає геоекономічні інтереси цієї країни. Станом на 2016, товарообіг між двома країнами становить $4-5 млрд доларів США на рік (українські й турецькі оцінки відрізняються), що менше, ніж показники до рецесії. Саме цим викликана наполегливість турецьких партнерів у питанні підписання угоди про ЗВТ.
Набрання чинності ЗВТ з ЄС, згідно з правилами митного союзу між Туреччиною та ЄС, надає можливість безмитного доступу до турецького ринку українським експортерам.
Істотною відмінністю в позиціях сторін є протиріччя щодо товарів, на які поширюватиметься режим ЗВТ. Наприклад, Туреччина виступила з пропозицією виключити з режиму ЗВТ аграрні товари, оскільки турецькі виробники відчувають конкуренцію з боку українських. Своєю чергою, аграрна сфера є стратегічною для України в економічних відносинах із Туреччиною. За повідомленням колишнього міністра аграрної політики та продовольства України Олексія Павленка, у 2015 році українському АПК вдалося досягти практично повної зовнішньоторговельної переорієнтації із російського ринку на ринки країн Азії, ЄС, Африки.
Для турецьких партнерів інтерес до підписання ЗВТ з Україною та відкриття компаній в Україні полягає у використанні переваг, зокрема, того факту, що Україна має спільний кордон із чотирма країнами ЄС та дешевшу робочу силу. Крім того, для деяких секторів турецької економіки, зокрема текстилю, присутність на українському ринку означає доступ до європейського та російського ринку.

## Військово-технічне співробітництво

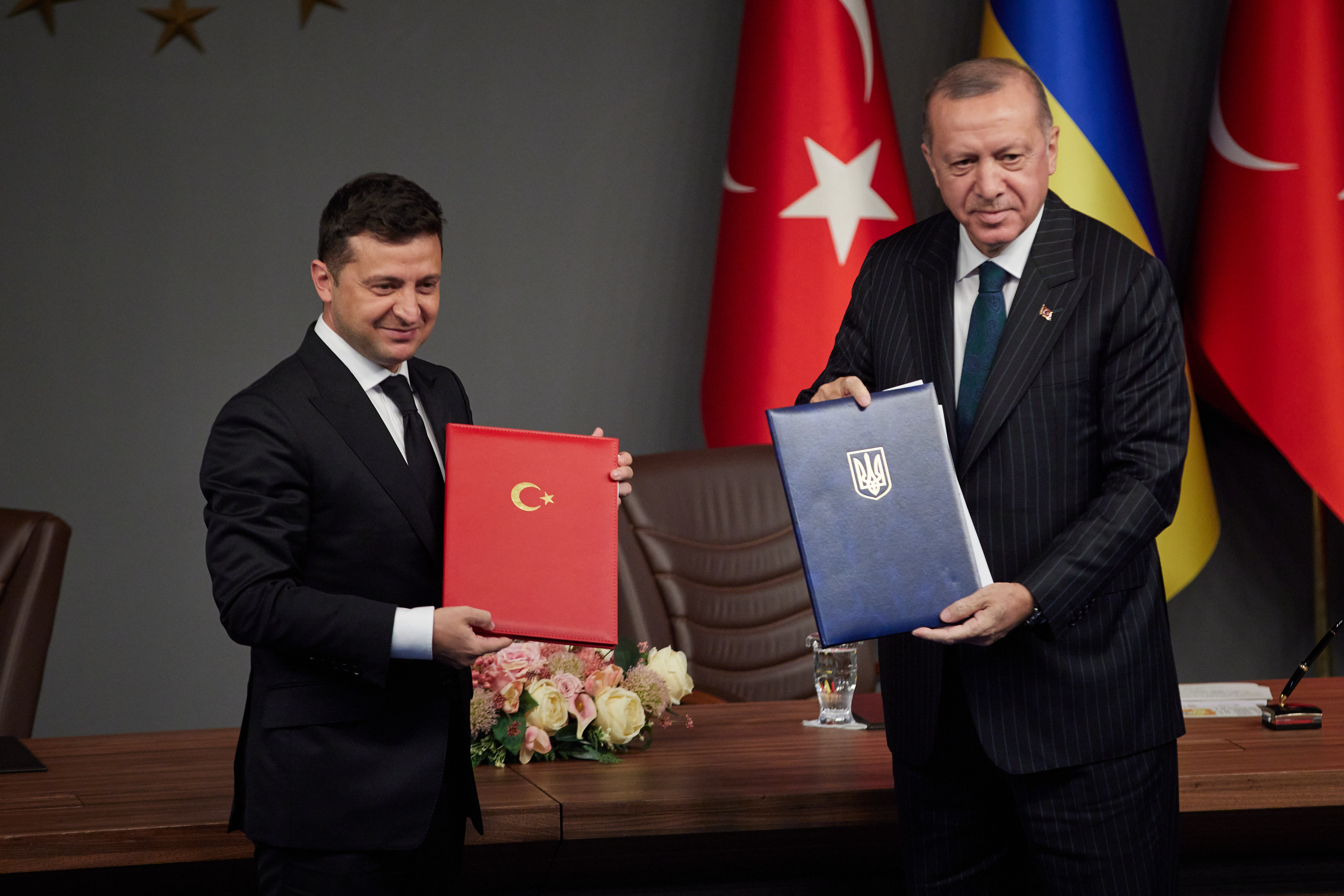
Зустріч Президента України Володимира Зеленського та Президента Туреччини Реджепа Тайїпа Ердогана, 16 жовтня 2020

Нову сторінку відносин між двома державами розпочав візит до Стамбулу Президента України Петра Порошенка. Зокрема, Президенти Петро Порошенко та Реджеп Тайїп Ердоган у Стамбулі підписали спільну заяву за результатами 7-го засідання Стратегічної ради високого рівня між Турецькою Республікою та Україною. Документ закріплює основні домовленості глав держав, досягнуті у ході засідання ради, та визначає пріоритетні завдання у ключових сферах українсько-турецьких відносин (в економічній, торгівельній, безпековій, оборонній, освітній, науковій, культурній та туристичних сферах), реалізація яких сприятиме наповненню відносин стратегічного партнерства між Україною та Туреччиною конкретним змістом.  [Архівовано 1 жовтня 2021 у Wayback Machine.]
Першими практичними підсумками тієї зустрічі стало замовлення турецьких безпілотних апаратів Bayraktar.
16 жовтня 2020 року в рамках робочого візиту Президента України Володимира Зеленського до Турецької Республіки було підписано низку двосторонніх документів, які започаткували якісно новий етап в історії українсько-турецького військово-технічного співробітництва.
Так, Спільна заява, підписана в цей день Президентом України Володимиром Зеленським та Президентом Турецької Республіки Реджепом Таїпом Ердоганом містить положення про підтримку Туреччиною перспективи членства України у Північноатлантичному альянсі та про створення нового формату українсько-турецького діалогу з політико-безпекових питань — щорічні зустрічі міністрів закордонних справ і міністрів оборони за формулою «два плюс два» (Квадрига).
В заяві також було підкреслено важливість розвитку двосторонньої співпраці в оборонній сфері і в галузі військово-технічного співробітництва. У цьому зв'язку міністри оборони та інші причетні відомства двох країн отримали доручення забезпечити успішну реалізацію всіх проєктів, що становлять взаємний інтерес.
Того ж дня Міністр оборони України Андрій Таран та Міністр національної оборони Турецької Республіки Хулусі Акар підписали Рамкову військову угоду між Кабінетом Міністрів України та Урядом Турецької Республіки.
Також Міністр оборони України Андрій Таран разом з Міністром оборонної промисловості Турецької Республіки Ісмаїлом Деміром підписали Меморандум про наміри між Міністерством оборони України та Міністерством оборонної промисловості Турецької Республіки про співпрацю в галузі оборонно-промислових проектів.
У розвиток цих міждержавних документів 14 грудня 2020 року Міністр оборони України Андрій Таран вперше в історії Міністерства оборони України підписав низку прямих зовнішньоекономічних угод на товари військового призначення, а саме на передачу турецькими компаніями технологій та виробництво корветів і ударних безпілотних авіаційних комплексів для потреб Збройних Сил України. Ці проєкти покликані радикальним чином посилити бойові спроможності Військово-Морських Сил ЗС України задля підвищення безпеки у Чорноморсько-Азовському регіоні.